# Anomocentris trissodesma
Anomocentris trissodesma là một loài bướm đêm trong họ Geometridae.